# Hideo Kojima
Hideo Kojima (小島 秀夫?, Kojima Hideo; Tokyo, 24 agosto 1963) è un autore di videogiochi giapponese.
Considerato tra i più importanti autori nel panorama videoludico, nel 1986 venne assunto dalla software house Konami, per la quale ha progettato e scritto Metal Gear (1987), videogioco per piattaforma MSX che ha gettato le basi per il genere stealth e la serie di Metal Gear (1987-2015), il suo lavoro più noto e apprezzato. La sua consacrazione definitiva arrivò con il secondo sequel del gioco, Metal Gear Solid, pubblicato nel 1998 per PlayStation.
Kojima è anche noto per il suo ruolo di produttore nella serie Zone of the Enders, nonché per aver scritto e progettato Snatcher (1988) e Policenauts (1994), giochi di avventura grafica fantascientifici di ambientazione cyberpunk noti per la loro presentazione cinematografica.
Nel 2005, ha fondato Kojima Productions, una software house sussidiaria di Konami, diventando nel 2011 vice presidente di Konami Digital Entertainment. Nel 2015, Kojima Productions si è separata da Konami, diventando una software house indipendente.
Kojima ha poi annunciato una collaborazione con Sony Interactive Entertainment per un nuovo videogioco d'azione, Death Stranding, uscito su PlayStation 4 nel 2019. Dal 2017 al 2018, ha curato una rubrica per Rolling Stone dedicata al cinema, ai videogiochi e all'analisi delle differenze e analogie tra i due medium.

## Biografia

### Infanzia e adolescenza
(Hideo Kojima)
Nato a Tokyo, in uno dei suoi quartieri speciali, Setagaya, tuttavia a tre anni si trasferisce con la famiglia nella parte occidentale del Giappone per motivi di lavoro del padre, Kingo, impiegato in un'azienda farmaceutica. Dieci anni dopo, il giovane Hideo deve affrontare la morte del padre, a seguito della quale la sua famiglia si sposta più volte nel paese, fino a stabilirsi a Kawanishi, nella prefettura di Hyōgo. 
Trascorre la propria adolescenza crescendo in una certa solitudine; nello stesso periodo, inizia a pensare al suo futuro come artista o illustratore, trovando la disapprovazione delle norme sociali giapponesi, che favorivano la ricerca di posti di lavoro più sicuri e ben paganti.
Seguendo le proprie aspirazioni, inizia tuttavia a scrivere racconti per inviarli a note riviste giapponesi, tra i quali uno intitolato "Battaglia per la sopravvivenza", in cui dei ragazzi si affrontano per aumentare ad ogni vittoria la loro aspettativa di vita, e addirittura uno breve incluso nella sua tesi di laurea per fare colpo sui professori (nonostante ciò, non sarà d'aiuto ad ottenere una valutazione migliore). Purtroppo per gli standard editoriali del settore, a detta di Kojima stesso, i suoi racconti erano troppo lunghi e complessi. Essi arrivavano infatti a toccare la soglia delle 400 pagine, mentre la maggior parte delle riviste era interessata a racconti non superiori alle 100 pagine. Dai racconti scritti passa poi a filmare con una camera Video8.

### Gli anni ottanta e i videogiochi
La crescente passione per i film sfocia nei meandri del contesto interattivo quando, mentre frequentava gli studi di economia all'università, inizia ad interessarsi ai videogiochi e a passare il proprio tempo libero con il Nintendo Entertainment System su giochi come Super Mario Bros.; a quest'ultimo titolo Kojima rimarrà particolarmente legato anche molti anni avanti, citandolo come assoluta ispirazione per la propria carriera, identificandolo come «il big bang dei videogames». Nonostante all'epoca l'arte videoludica fosse nata da appena un decennio e per forza di cose sottovalutata, Kojima decise che quella sarebbe stata la strada che avrebbe intrapreso nella sua carriera artistica.
L'ingresso nell'industria videoludica non si rivela affatto semplice e inizialmente le sue idee innovative non vengono recepite. Riesce comunque ad entrare in Konami, iniziando a contribuire allo sviluppo di alcuni giochi durante il periodo d'oro di Nintendo, quando il NES è al culmine di un successo senza precedenti in tutto il mondo, riabilitando il mercato videoludico dopo la crisi dell'83. Nonostante all'epoca la piattaforma di gioco prediletta da Konami fosse lo Standard MSX, Kojima non si riteneva soddisfatto di lavorare con tale macchina, in quanto la considerava "troppo limitata per le sue idee". Oltre a questo, tutte le difficoltà passate quasi lo convinsero a lasciare Konami per provare ad avvicinarsi a Nintendo.
Nel 1987, però, si presenta la vera grande opportunità di ritagliarsi uno spazio all'interno dell'industria: viene assegnato al progetto di Metal Gear. Ispirandosi a film come Terminator e La grande fuga, Kojima concepisce il gioco come uno stealth, con una trama coinvolgente, adulta e matura. Il gameplay era complesso: si veniva catapultati in campo nemico senza alcun tipo di equipaggiamento; tutto andava recuperato sul campo e le munizioni erano molto limitate. Vi erano guardie e telecamere da evitare per scongiurare uno scontro in netta inferiorità numerica. I nemici potevano vedere il protagonista anche da una notevole distanza e udire il suono di armi non silenziate.
Il gioco fu distribuito, inizialmente solo in Europa e Giappone su MSX 2, poi anche negli Stati Uniti per NES. Ebbe un grande successo, sia di vendite che di critica e pubblico, ed è riconosciuto come uno dei primi esempi di gioco stealth, se non il primo progenitore vero e proprio dei videogiochi stealth moderni.
Nel 1988, Kojima realizza Snatcher, un'avventura grafica con ambientazione cyberpunk, traendo spunto da film come Blade Runner, e basata sui temi della guerra fredda con una delle migliori trame dell'epoca. Difatti il gioco, distribuito prima su NEC PC-8801 e MSX2 in Giappone e poi su Sega Mega-CD nel resto del mondo, ottenne voti entusiasmanti dalle recensioni che elogiavano il gioco come uno dei migliori disponibili.

### Prima metà degli anni novanta:Metal Gear 2ePolicenauts
Nel 1990 Kojima, spinto dal successo del primo capitolo, lavora a Metal Gear 2: Solid Snake, in esclusiva per MSX2 e previsto solo per il mercato giapponese. Come il predecessore, il gioco viene acclamato dalla critica per il sofisticato gameplay e la trama intricata e matura. Nel nuovo prodotto viene posto grande interesse nella caratterizzazione dei personaggi soprattutto in rapporto alla trama immersiva, obiettivi che vengono perseguiti attraverso l'introduzione di parti esclusivamente narrative riguardanti la guerra e i suoi effetti. Ormai era chiara la passione di Kojima per il cinema; le sue produzioni erano infatti molto più vicine al racconto cinematografico che ad un videogioco. Altri cambiamenti hanno riguardato il miglioramento dell'intelligenza artificiale e il comportamento dei soldati nemici, l'abilità di strisciare e l'introduzione del radar.
Dopo appena due anni, nel 1994, Kojima torna al lavoro su un'altra avventura grafica, simile a Snatcher, chiamata Policenauts, distribuita su NEC PC-9801. Il gioco venne accolto in maniera ottima dalla critica, che ancora una volta sottolineava gli spunti cinematografici del gioco. Il gioco è inoltre noto per non essere mai arrivato in occidente, e per questo ne è esistita solo una versione in lingua giapponese fino al 2009, quando un team di fan del gioco ha creato una patch per tradurre Policenauts in lingua inglese, con successo.

### Seconda metà degli anni novanta: il successo mondiale di PlayStation eMetal Gear Solid
Nel 1996, con una reputazione all'interno di Konami ormai lanciatissima, Hideo Kojima inizia a lavorare ad un nuovo Metal Gear. Tuttavia questa volta decise di adattarsi a quello che era il più grande cambiamento verificatosi nel mondo dei videogiochi, da oltre un decennio: le 3 dimensioni. Con la commercializzazione ed il successo inaspettato di Sony e PlayStation, trascinato da giochi come Resident Evil e Tomb Raider, Kojima decise di realizzare il successivo capitolo della saga Metal Gear con l'introduzione della tridimensionalità. Per questo non lo chiamò Metal Gear 3, ma Metal Gear Solid, dove l'aggettivo solid (in inglese: solido, compatto, concreto) stava ad indicare proprio la profondità delle 3 dimensioni. Lo stesso Kojima affermò: «PlayStation è apparsa sul mercato giapponese alla fine del '94. Mancava ancora una cultura autenticamente tridimensionale. Fino a sei mesi prima nessun programmatore sapeva cosa fossero i poligoni. In questo senso, l'uscita di Resident Evil ha rivoluzionato l'intero settore. [...] Lo staff di programmatori che ho coordinato è giovane. Metal Gear Solid rappresenta il primo gioco in assoluto per molti di loro. Io stesso non avevo mai creato un gioco interamente tridimensionale prima. In altri termini, siamo partiti da zero». Hideo Kojima fu affiancato nello sviluppo del gioco, dal giovane art director Yoji Shinkawa per la realizzazione artistica di personaggi, abiti, ambientazioni ed armamenti; quest'ultimo consolidò nel tempo la sua posizione come principale illustratore all'interno di Konami, anche per i giochi futuri. Metal Gear Solid ancora una volta avrebbe brillato inoltre per capacità narrativa, originalità e intelligenza artificiale dei nemici: le guardie avevano un campo visivo umano "reale" a 150°, sentivano il rumore dei passi, osservavano le orme lasciate sul terreno e chiamavano rinforzi.
Preceduto da un livello di aspettative elevatissimo generatosi dopo l'E3 del 1997, Metal Gear Solid, uscì nel 1998: la critica esplose, consegnando al gioco punteggi altissimi ed anche il pubblico lo apprezzò in modo entusiasmante. Le vendite del gioco furono molto alte con oltre 6 milioni di copie vendute, di cui la metà solo negli Stati Uniti, permettendo al gioco di meritarsi l'appellativo di "killer application". La fama di Hideo Kojima crebbe notevolmente nell'industria non solo come originale innovatore di un genere ma anche come una personalità capace di trasformare un gioco destinato ad un pubblico prevalentemente di nicchia in un successo commerciale in grado di unificare i gusti del Nord America, dell'Europa e del Giappone, facendone uno dei giochi di successo di PlayStation e quello che certamente ha popolarizzato di più il genere stealth.

### Gli anni 2000 e Kojima Productions
(Hideo Kojima, Solid Game Design: Making the Impossible Possible, Game Developers Conference 2009)
Con l'arrivo del terzo millennio e il franchise di Metal Gear ormai sulla cresta dell'onda, Hideo si mise al lavoro sul seguito di Metal Gear Solid, ovvero Metal Gear Solid 2: Sons of Liberty per PlayStation 2. Konami rivelò il seguito all'E3 2000, e proprio come tre anni prima le aspettative del pubblico sul secondo capitolo della saga raggiunsero uno stato considerevole. Discostatosi dalle atmosfere del primo capitolo, Kojima si ispirò a temi postmoderni come il meme, Internet e la teoria del complotto del Nuovo ordine mondiale per la ramificazione della trama di questo secondo capitolo.
Tuttavia non furono solo questi i cambiamenti in Metal Gear Solid 2 in quanto, come sempre, anche il gameplay fu migliorato: si optò per un angolo di visuale più adatto ad un gioco tridimensionale e vennero aggiunte possibilità come quella di appendersi e spostarsi lungo i bordi delle ringhiere, da usare come manovre evasive. Inoltre venne aggiunta la capacità di prendere la mira nella visuale incursione (in prima persona) e di minacciare le guardie nemiche con un'arma ottenendo da loro oggetti. Altrettanto sviluppata fu anche l'intelligenza artificiale dei nemici, per la prima volta in assoluto di tipo collettivo, lavorando cioè in gruppo per mettere in difficoltà il giocatore.
Il gioco uscì nel 2001 e seguì lo stesso destino del predecessore: Metal Gear Solid 2 ottenne voti molto elevati dalla critica, e trovò un apprezzamento tra il pubblico all'altezza delle aspettative, nonostante alcune critiche legate al fatto che il preminente protagonista era Raiden, e non Solid Snake. Inoltre il gioco riuscì a guadagnare anch'esso il titolo di killer application per PlayStation 2, vendendo oltre 6 milioni di copie in tutto il mondo. Con la pubblicazione e l'incredibile successo del gioco, la fama ed il prestigio di Kojima crebbero anche al di fuori del contesto videoludico, tanto che la rivista Newsweek lo nominò nel 2002 come una delle persone più importanti ed influenti dell'anno.
Dopo il secondo capitolo di quella che si andava definendo come una saga, decise di impegnarsi nella creazione di un videogioco a tema fantascientifico con i mecha: Zone of the Enders. Il gioco uscì qualche mese prima di Metal Gear Solid 2: Sons of Liberty su PlayStation 2 e confermò un grande apprezzamento della critica e del pubblico, soprattutto in Giappone. Due anni dopo, seguendo il successo del primo capitolo uscì anche Zone of the Enders: The 2nd Runner, ed ancora una volta questo lavoro di Kojima venne apprezzato, anche più del primo capitolo.

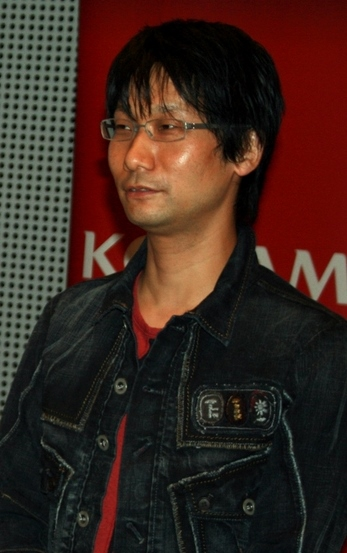
Hideo Kojima nel 2007 ad una delle anteprime di Metal Gear Solid 4: Guns of the Patriots

Nel 2004, dopo 3 anni dal secondo capitolo, Kojima ultimò i lavori su Metal Gear Solid 3: Snake Eater in uscita ancora su PlayStation 2. Il gioco per la prima volta avrebbe fatto un salto indietro nel tempo, ponendosi come prequel anche del primo Metal Gear, ed avrebbe spinto il genere stesso degli stealth ai limiti: integrò con le meccaniche classiche l'infiltrazione nella tundra russa e nel sottobosco oltre che negli edifici. Questo nuovo capitolo inoltre includeva elementi di purissima sopravvivenza come la caccia agli animali per tenere in buono stato il vigore (differente dalla salute effettiva del personaggio); ed integrava pure pronto soccorso sul campo come cura con sutura, rimozione di proiettili e fasciature con stecche per le ossa rotte. Altro passo avanti importantissimo fu inoltre l'indice di mimetizzazione, un indicatore dinamico e variabile in percentuale ed in tempo reale che indicava il livello di camuffamento del personaggio nell'ambiente circostante: se il valore scendeva occorreva cambiare la mimetica per adattarsi ad ogni tipo di ambiente.
Il gioco ricevette un'accoglienza ottima da critica e pubblico, le vendite nonostante non si attestarono ai livelli di Metal Gear Solid e Metal Gear Solid 2: Sons of Liberty, furono molto buone e superarono le 4 milioni di copie vendute.
Il 1º aprile 2005, dopo che la Konami fuse tra loro molte delle sue filiali, il team di Kojima venne chiamato Kojima Productions. La nascita del team permise a Kojima di focalizzarsi solamente sulla creazione di videogiochi e di abbandonare le responsabilità economiche ed amministrative che gli erano richieste in quanto vicepresidente della Konami.
Il primo gioco che Hideo pubblicò con questa etichetta fu, nel 2006, Metal Gear Solid: Portable Ops (seguito di Snake Eater), per la console Sony PlayStation Portable uscita nel 2004. Nonostante alcune critiche, rivolte al sistema di controlli della PSP più che al gioco in sé, il titolo ricevette una buona accoglienza e venne apprezzato. In realtà Portable Ops è stato un capitolo importante in quanto avrebbe portato alla creazione delle meccaniche prima di Metal Gear Solid: Peace Walker e poi di Metal Gear Solid V: The Phantom Pain.
Nonostante questo capitolo per PlayStation Portable, il vero futuro capitolo della saga fu annunciato già nel 2005 e sarebbe stato un seguito diretto di Metal Gear Solid 2: Sons of Liberty, e cioè Metal Gear Solid 4: Guns of the Patriots. Il gioco sarebbe uscito in esclusiva per l'allora nuova console di settima generazione Sony PlayStation 3. In fatto di gameplay, questo quarto capitolo, sarebbe stato il primo a fare un passo indietro per tornare ad uno schema più classico senza però rinunciare del tutto alle innovazioni di Snake Eater.
Metal Gear Solid 4: Guns of the Patriots uscì nel 2008 e venne universalmente acclamato da critica e pubblico, vendendo oltre 6 milioni di copie e confermandosi come da "tradizione" una killer application per PlayStation 3.
Per i suoi lavori su Metal Gear, Snatcher, Policenauts e Zone of the Enders, Kojima, nel 2008 è stato posizionato da IGN nella lista dei 100 migliori creatori di videogiochi alla 6ª posizione, preceduto solo da Gunpei Yokoi, Hironobu Sakaguchi, Will Wright, Sid Meier e Shigeru Miyamoto. Sempre nel 2008 Kojima riceve a Londra da Keith Pullin, editor del Guinness dei primati dei videogiochi, il certificato del Guinness World Records: Gamer's Edition 2008 divenendo il secondo autore di videogiochi ad entrare nei primati, dopo Sid Meier.

### Anni 2010:Phantom Pain,Silent Hills, rinascita di Kojima Productions e Death Stranding
All'inizio del secondo decennio del secolo, Kojima, volle recuperare alcuni elementi di Portable Ops per concepire un nuovo capitolo di Metal Gear per PlayStation Portable; Metal Gear Solid: Peace Walker. La trama avrebbe continuato la storia di Big Boss, e nonostante si tratti di un gioco per console portatile ha un'importanza essenziale, sia in fatto di trama che di gameplay, per quello che sarebbe stato Metal Gear Solid V: The Phantom Pain. Peace Walker uscì nel 2010 e rispetto all'ultimo capitolo per PSP venne accolto molto meglio, arrivando a vendere oltre 2 milioni di copie.

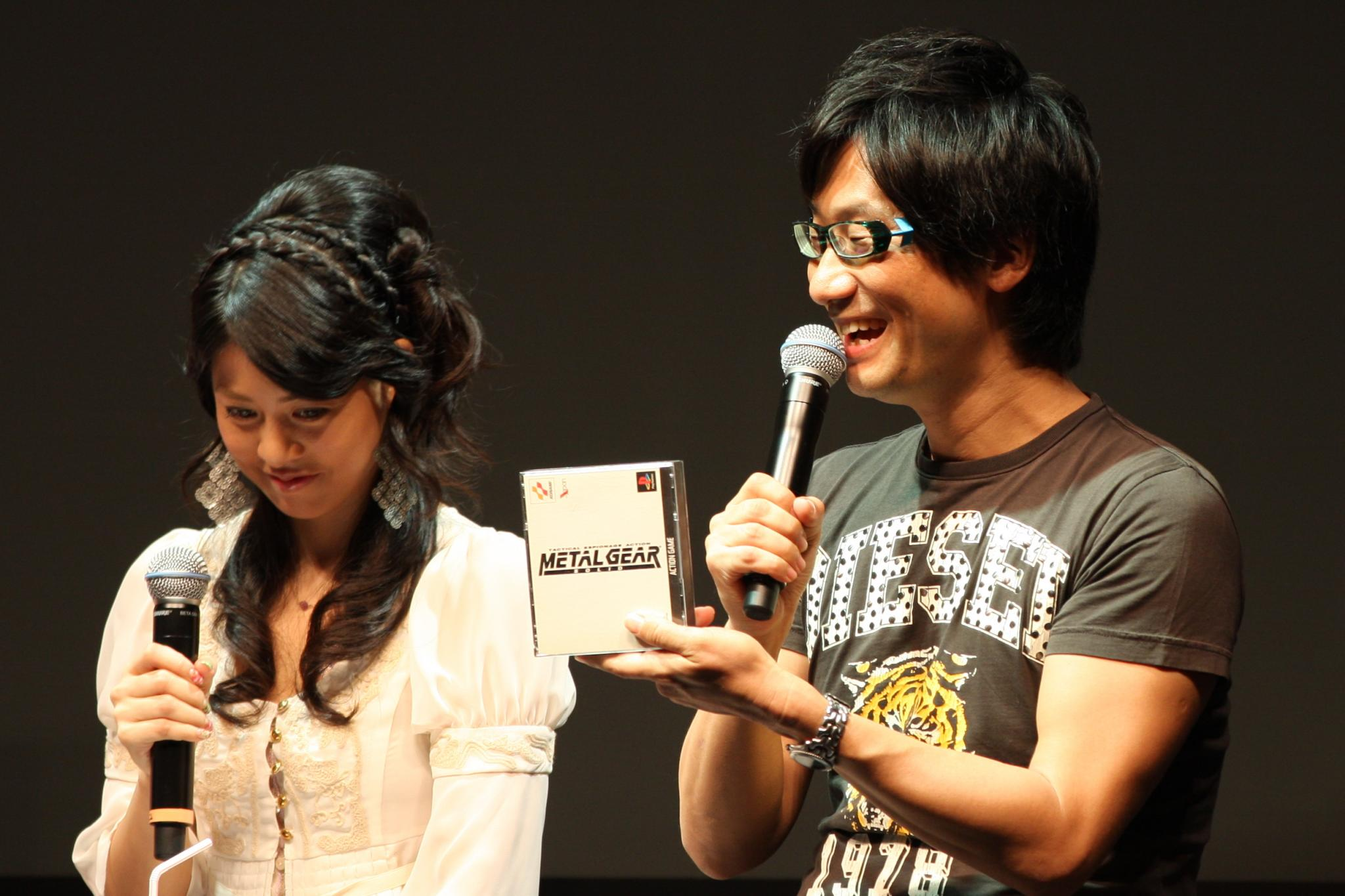
Hideo Kojima durante la Game Developers Conference 2011, mostra una copia originale di Metal Gear Solid per PlayStation

Annunciato agli Spike Video Game Awards del 2012 con il semplice titolo di The Phantom Pain, venne dichiarato inizialmente in via di sviluppo dalla Moby Dick Studio con a capo Joakim Mogren, per PlayStation 3 e Xbox 360 in uscita nel 2013. Tuttavia si trattò di una bufala inventata dallo stesso Kojima che annunciò alla Game Developers Conference 2013, che The Phantom Pain era effettivamente il nuovo capitolo di Metal Gear. Il gioco sarebbe stato diviso in due parti: un prologo, Metal Gear Solid V: Ground Zeroes, ed il gioco vero e proprio Metal Gear Solid V: The Phantom Pain; entrambi per PlayStation 3, PlayStation 4, Xbox 360 ed Xbox One.
Riprendendo molte meccaniche da Peace Walker, Kojima dichiarò che The Phantom Pain sarebbe stato un prequel e che avrebbe continuato la trama di Big Boss, che avrebbe utilizzato il Fox Engine, avrebbe avuto una struttura open world che avrebbe permesso l'approccio contro il nemico da diversi punti della mappa, aggiungendo inoltre anche la guida per i veicoli per rendere più veloci gli spostamenti. Il prologo, Ground Zeroes, uscì nel marzo 2014, a prezzo scontato e raccolse pareri generalmente favorevoli dalla critica, anche se tuttavia è stato criticato pesantemente per la scarsa longevità.
A questo punto Hideo avrebbe iniziato di nuovo a dedicarsi a più progetti contemporaneamente: il 12 agosto 2014, venne pubblicata in esclusiva su PlayStation 4, una demo giocabile, di un gioco chiamato P.T.; poco tempo dopo venne rivelato che tale demo era in realtà un "teaser interattivo" di Silent Hills, un nuovo capitolo della saga di Silent Hill. Con un colpo di scena analogo a quello di Metal Gear Solid V: The Phantom Pain, Hideo Kojima infatti, annunciò che questo nuovo capitolo sarebbe stato sviluppato da Kojima Productions, in collaborazione con il regista Guillermo del Toro. P.T. era difatti solo un piccolo anticipo, un assaggio, di quella che sarebbe stata la concezione di survival horror secondo Kojima e del Toro; la "demo" inoltre raccolse voti molti positivi dagli utenti che l'avevano provata e completata.
Durante l'autunno 2014, in occasione della 32ª edizione dei Golden Joystick Awards di Londra, Hideo Kojima si aggiudicò per la seconda volta il Lifetime Achievement Award; il premio gli fu conferito come risultato di votazioni alle quali presero parte ben oltre 9 milioni di utenti.

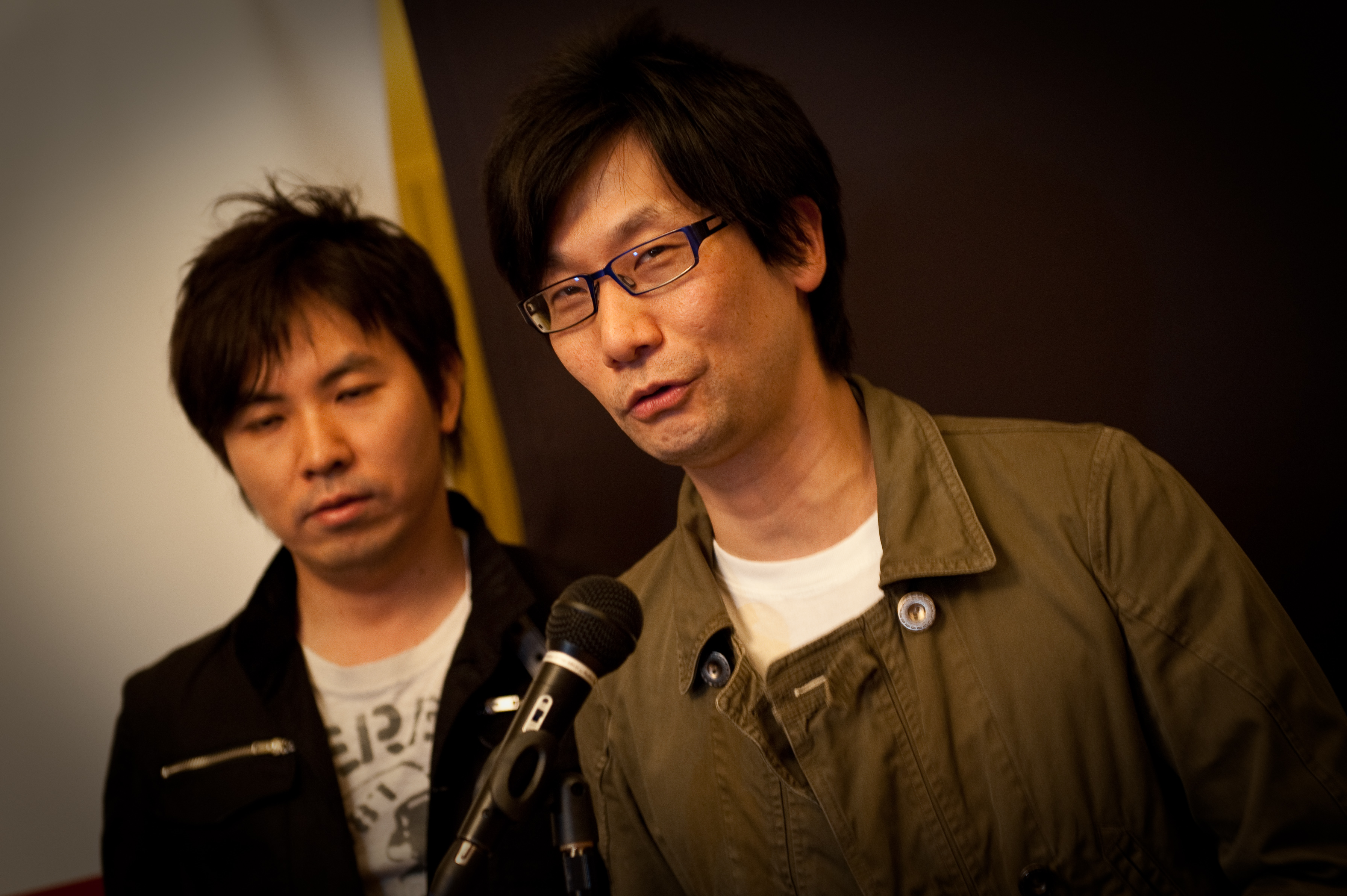
Kojima (destra) insieme al traduttore Aki Saito nel 2010.

Verso la primavera del 2015 iniziarono a farsi sempre più insistenti alcune voci che parlavano di un possibile abbandono di Konami da parte di Hideo Kojima a causa di motivi sconosciuti legati secondo alcuni ad un incrinamento dei rapporti tra Kojima e Konami stessa; tra l'altro Konami sembrava intenzionata a proseguire la saga di Metal Gear senza l'onnipresente guida del suo creatore. Dopo un paio di giorni venne reso noto che Hideo Kojima avrebbe continuato a dirigere Metal Gear, ma che dopo l'uscita di Metal Gear Solid V: The Phantom Pain, Kojima Productions sarebbe stata chiusa a causa di "una ristrutturazione che impone la centralizzazione di tutte le produzioni legate al franchise."
Il 27 aprile 2015 venne annunciato da Konami che lo sviluppo su Silent Hills sarebbe stato interrotto e non più portato avanti. L'11 luglio 2015 Akio Ōtsuka, storico doppiatore di Solid Snake e Big Boss nella serie Metal Gear, annunciò sul social network Twitter lo scioglimento del team di sviluppo, aggiungendo "Anche se questa dovesse essere la fine, Metal Gear Solid è immortale". Dopo la scissione del nucleo di componenti principali del team, Konami, chiuse anche la diramazione di Los Angeles degli studi di Kojima Productions.
Il 15 dicembre 2015, il quotidiano del Nikkei 225, della Borsa di Tokyo, riportò che Hideo Kojima avrebbe di lì a poco fondato un nuovo team di sviluppo con ex-membri di Kojima Productions, aggiungendo inoltre di come fossero già iniziate le trattative con Sony per un nuovo progetto. Quello stesso giorno cessò ufficialmente anche il contratto di lavoro di Kojima a Konami. Appena un giorno dopo, i rumour vennero confermati: Kojima Productions sarebbe rinata come studio indipendente libero dalle catene di Konami e l'autore confermò ufficialmente la collaborazione con Sony ad un nuovo videogioco, primo di un franchise. Guidato dal motto "From Sapiens to Ludens", Hideo Kojima illustrò su Twitter anche il nuovo logo dello studio disegnato da Yoji Shinkawa e rappresentante sia un cavaliere medievale che una tuta spaziale; Kojima spiegò questo particolare dualismo interpretandolo come "l'antica volontà di fare videogiochi alla vecchia maniera" unita però allo "sfruttare al meglio le tecnologie di ultima generazione".
Il 14 giugno, all'Electronic Entertainment Expo 2016, durante la conferenza Sony, Kojima Productions presentò il teaser/trailer del progetto a cui avrebbe lavorato per i prossimi anni, ovvero Death Stranding, uscito per PlayStation 4 e Microsoft Windows.
Ai The Game Awards del 2022, Kojima ha presentato il trailer del sequel di Death Stranding, DS2.
Ai The Game Awards del 2023, ha presentato il trailer del videogioco OD.

## Lavori

### Serie diMetal Gear
| Anno | Gioco                                                        | Accreditato come | Accreditato come | Accreditato come | Accreditato come | Piattaforma                                                                       |
| Anno | Gioco                                                        | Direttore        | Produttore       | Sceneggiatore    | Game designer    | Piattaforma                                                                       |
| ---- | ------------------------------------------------------------ | ---------------- | ---------------- | ---------------- | ---------------- | --------------------------------------------------------------------------------- |
| 1987 | Metal Gear                                                   | Si               | No               | Si               | Si               | MSX2, Mobile phones, PlayStation 2, PlayStation 3, Xbox 360, PlayStation Vita     |
| 1990 | Metal Gear 2: Solid Snake                                    | Si               | No               | Si               | Si               | MSX2, Mobile phones, PlayStation 2, PlayStation 3, Xbox 360, PlayStation Vita     |
| 1998 | Metal Gear Solid                                             | Si               | Si               | Si               | Si               | PlayStation                                                                       |
| 1999 | Metal Gear Solid: Integral                                   | Si               | Si               | Si               | Si               | PlayStation, Microsoft Windows                                                    |
| 2000 | Metal Gear: Ghost Babel                                      | No               | Si               | No               | No               | Game Boy Color                                                                    |
| 2001 | Metal Gear Solid 2: Sons of Liberty                          | Si               | Si               | Si               | Si               | PlayStation 2                                                                     |
| 2002 | The Document of Metal Gear Solid 2                           | Si               | Si               | No               | No               | PlayStation 2                                                                     |
| 2002 | Metal Gear Solid 2: Substance                                | Si               | Si               | Si               | Si               | Xbox, PlayStation 2, Microsoft Windows, PlayStation 3, Xbox 360, PlayStation Vita |
| 2004 | Metal Gear Solid: The Twin Snakes                            | No               | Si               | Si               | No               | Nintendo GameCube                                                                 |
| 2004 | Metal Gear Solid 3: Snake Eater                              | Si               | Si               | Si               | Si               | PlayStation 2                                                                     |
| 2004 | Metal Gear Acid                                              | No               | Si               | No               | No               | PlayStation Portable                                                              |
| 2005 | Metal Gear Acid 2                                            | No               | Si               | No               | No               | PlayStation Portable                                                              |
| 2005 | Metal Gear Solid 3: Subsistence                              | Si               | Si               | Si               | Si               | PlayStation 2, PlayStation 3, Xbox 360, PlayStation Vita                          |
| 2006 | Metal Gear Solid: Digital Graphic Novel                      | Si               | Si               | No               | No               | PlayStation Portable                                                              |
| 2006 | Metal Gear Solid: Portable Ops                               | No               | Si               | No               | No               | PlayStation Portable                                                              |
| 2007 | Metal Gear Solid: Portable Ops Plus                          | No               | Si               | No               | No               | PlayStation Portable                                                              |
| 2007 | Metal Gear Solid 2: Bande Dessinée                           | Si               | Si               | No               | No               | DVD                                                                               |
| 2008 | Metal Gear Solid Mobile                                      | No               | Si               | No               | No               | Mobile phones                                                                     |
| 2008 | Metal Gear Ac!d                                              | No               | Si               | No               | No               | Mobile phones                                                                     |
| 2008 | Metal Gear Solid 4: Guns of the Patriots / Metal Gear Online | Si               | Si               | Si               | Si               | PlayStation 3                                                                     |
| 2008 | Metal Gear Online: Gene Expansion                            | No               | Si               | No               | No               | PlayStation 3                                                                     |
| 2008 | Metal Gear Online: Meme Expansion                            | No               | Si               | No               | No               | PlayStation 3                                                                     |
| 2009 | Metal Gear Online: Scene Expansion                           | No               | Si               | No               | No               | PlayStation 3                                                                     |
| 2009 | Metal Gear Solid Touch                                       | No               | Si               | No               | No               | iOS                                                                               |
| 2010 | Metal Gear Arcade                                            | No               | Si               | No               | No               | Arcade                                                                            |
| 2010 | Metal Gear Solid: Peace Walker                               | Si               | Si               | Si               | Si               | PlayStation Portable, PlayStation 3, Xbox 360                                     |
| 2011 | Metal Gear Solid: HD Collection                              | Si               | Si               | Si               | No               | PlayStation 3, Xbox 360, PlayStation Vita                                         |
| 2012 | Metal Gear Solid: Snake Eater 3D                             | Si               | Si               | Si               | No               | Nintendo 3DS                                                                      |
| 2013 | Metal Gear Rising: Revengeance                               | No               | Si               | No               | No               | PlayStation 3, Xbox 360, Microsoft Windows                                        |
| 2014 | Metal Gear Solid V: Ground Zeroes                            | Si               | Si               | Si               | Si               | PlayStation 4, PlayStation 3, Xbox One, Xbox 360, Microsoft Windows               |
| 2015 | Metal Gear Solid V: The Phantom Pain                         | Si               | Si               | Si               | Si               | PlayStation 4, PlayStation 3, Xbox One, Xbox 360, Microsoft Windows               |

Hideo Kojima ha affermato, in un'intervista, che i suoi boss preferiti nella saga di Metal Gear sono Psycho Mantis in Metal Gear Solid, e The Sorrow in Metal Gear Solid 3: Snake Eater.

### Snatcher/Policenauts
- Snatcher (1988: PC88, MSX2) – sceneggiatore, designer
- SD Snatcher (1990: MSX2) – sceneggiatore originale
- Snatcher CD-ROMantic (1992: PC-Engine) – sceneggiatore, designer, direttore
- Policenauts (1994: PC-98, 1995: 3DO, 1996: PlayStation, 1996: Sega Saturn) – sceneggiatore, direttore
- Snatcher (2011: radiodramma) – planner, produttore

### Serie diTokimeki Memorial
- Tokimeki Memorial Drama Series Vol. 1: Nijiiro no Seishun (1997: PlayStation, Sega Saturn) – planner, produttore, drama director
- Tokimeki Memorial Drama Series Vol. 2: Irodori no Love Song (1998: PlayStation, Sega Saturn) – planner, produttore
- Tokimeki Memorial Drama Series Vol. 3: Tabidachi no Uta (1999: PlayStation, Sega Saturn) – direttore esecutivo

### Serie diZone of the Enders
- Zone of the Enders (2001: PlayStation 2) – produttore, designer
- Zone of the Enders: The 2nd Runner (2003: PlayStation 2, 2003: Special edition for PlayStation 2) – produttore
- Zone of the Enders HD Collection (2012: PlayStation 3, Xbox 360) – produttore

### Serie diBoktai
- Boktai: The Sun Is in Your Hand (2003: Game Boy Advance) – game designer, produttore
- Boktai 2: Solar Boy Django (2004: Game Boy Advance) – produttore
- Shin Bokura no Taiyō: Gyakushū no Sabata (2005: Game Boy Advance) – produttore
- Lunar Knights (2006: Nintendo DS) – produttore

### Serie diCastlevania
- Castlevania: Lords of Shadow (2010: Xbox 360, PlayStation 3, Microsoft Windows) – produttore esecutivo

### Serie diDeath Stranding
- Death Stranding (2019-2020: PlayStation 4,  PlayStation 5, Microsoft Windows) – direttore, produttore, designer, sceneggiatore
- Death Stranding 2: On the Beach (2025: PlayStation 5) – direttore, produttore, designer, sceneggiatore

### Altri giochi
- Penguin Adventure (1986: MSX) – assistente, designer
- Lost Warld (1986: MSX, cancellato) – sceneggiatore, direttore
- D2 (1999: Dreamcast) – ringraziamenti
- Beatmania series (1998-2002: PlayStation) - produttore della versione per console
- Beatmania IIDX series (2000-2002: PlayStation 2) - produttore della versione per console (3rd style - 6th style)
- Stock Trading Trainer : Kabutore (2006: Nintendo DS) – produttore
- Kabushiki Baibai Trainer Kabutore! Next (2007: Nintendo DS) – produttore
- Twelve Tender Killers (2008: dispositivi mobile) – produttore
- Gaitame Baibai Trainer: Kabutore FX (2009: Nintendo DS) – produttore
- P.T. (2014: PlayStation 4) – direttore
- Silent Hills (Cancellato: PlayStation 4) – direttore

### Opere letterarie
- Il gene del talento e i miei adorabili meme, Roma, 451, 2021  [2019], ISBN 978-88-3492-003-9.

### Ruoli attoriali

#### Videogiochi
- Policenauts (1994) – AP Officer No. 2
- Metal Gear Solid (1998) – se stesso (cameo esclusivamente vocale nella versione giapponese)
- Murder on the Eurasia Express (1998) – cameo (extra)
- Metal Gear Solid: Integral (1999) – Genola
- Metal Gear Solid 4: Guns of the Patriots (2008) – voce di Dio (sé stesso - cameo)
- Castlevania: Lords of Shadow (2010) – Chupacabra (voce giapponese)
- Metal Gear Solid: Peace Walker (2010) – sé stesso (cameo)
- Metal Gear Solid V: Ground Zeroes (2014) – sé stesso (cameo)
- Metal Gear Solid V: The Phantom Pain (2015) – sé stesso (cameo)

#### Film e serie TV
- Versus (2000) – cameo (extra)
- Azumi (2003) – cameo (extra)
- Ultraman Orb: I'm Borrowing the Power of Your Bonds! (2017) - cameo (extra)[64]
- Too Old to Die Young (2019) - cameo (se stesso)
- Hideo Kojima: Connecting Worlds (2023) – se stesso[65]
- Copenhagen Cowboy (2023) - cameo (se stesso)

#### Altro
- Spy 2.5 Daisakusen (audio drama, 2007) – Idea Spy 2.5
- Sdatcher (radiodramma, 2011) – Little John
- The Eleven Little Roosters (webserie, 2017) – sé stesso (cameo)

### Altre attività
Nel 2020 è stato membro della giuria alla Mostra internazionale d'arte cinematografica, nella sezione Venice Virtual Reality.

## Influenze
I cinque giochi che lo hanno più influenzato e che ritiene memorabili, secondo un'intervista del 2011, sono: Super Mario Bros., Xevious, Portopia Renzoku Satsujin Jiken, Another World e Metal Gear Solid. Dopo l'uscita del gameplay di Grand Theft Auto V, nel 2013 Kojima si è definito stupefatto per quanto il nuovo videogioco permetteva di fare.
Nel 2014 Hideo Kojima ha rivelato i suoi 5 film preferiti e che più hanno influenzato le sue opere: 2001: Odissea nello spazio di Stanley Kubrick, Taxi Driver di Martin Scorsese, Anatomia di un rapimento di Akira Kurosawa, Interceptor - Il guerriero della strada di George Miller e Blade Runner di Ridley Scott.

### Esplicative
1. ↑  Boku no karada no 70-pāsento wa eiga de dekite iru.

### Fonti
1. 1 2 3   Hideo Kojima Biography, su IGN. URL consultato il 9 marzo 2019 (archiviato dall'url originale il 16 novembre 2007).
2. ↑  (EN) The Return of the Video Game Auteur [collegamento interrotto], su Vice, 9 ottobre 2014. URL consultato il 9 marzo 2019.
3. ↑   Alessandro Apreda, Dispiace anche a noi, Kojima, in Play Generation, n. 75, Edizioni Master, gennaio 2012,  p. 3, ISSN 1827-6105 (WC · ACNP).
4. ↑   De Koggima sciò, in Play Generation, n. 75, Edizioni Master, gennaio 2012,  p. 5, ISSN 1827-6105 (WC · ACNP).
5. ↑  (EN) Announcement of Personnel Changes, su Konami, 17 marzo 2009. URL consultato il 9 marzo 2019 (archiviato dall'url originale il 4 marzo 2016).
6. ↑  (EN) Hideo Kojima becomes VP of Konami Digital Entertainment, su Engadget, 30 marzo 2011. URL consultato il 9 marzo 2019.
7. ↑  (EN) Hideo Kojima, su Rolling Stone. URL consultato il 9 marzo 2019 (archiviato dall'url originale il 21 giugno 2018).
8. ↑  (JA) Hideo Kojima [Kojima_Hideo], ゲームデザイナー：僕の体の70%は映画でできている, su X.
9. ↑  Metal Gear Sol!d - H!deo Koj!ma e la storia della serie (Speciale di PSM Italia), Sprea
10. 1 2   Hideo Kojima Versus the Big Robots, su Metal Gear Solid: The Unofficial Site, 22 aprile 2004. URL consultato il 26 settembre 2014 (archiviato dall'url originale il 13 luglio 2007).
11. ↑  Brusseaux, Courcier, El Kanafi, Metal Gear Solid - Un'opera di culto di Hideo Kojima, Multiplayer edizioni
12. ↑   Antonio Cutrona, Secondo Hideo Kojima, Super Mario Bros. è il Big Bang dei videogames!, su Games.it, 28 settembre 2010. URL consultato il 29 gennaio 2015.
13. 1 2 3 4 5 6 7 8 9 10 11 12 13 14   Alessandro Gambino, Monografie - Kojima Productions, su Multiplayer.it, 22 novembre 2010. URL consultato il 7 dicembre 2015.
14. ↑   Metal Gear, su Giant Bomb, 17 febbraio 2013. URL consultato il 28 gennaio 2015.
15. ↑   Snatcher, su gamerankings.com. URL consultato il 26 settembre 2014 (archiviato dall'url originale il 9 dicembre 2019).
16. ↑   Policenauts, su gamerankings.com. URL consultato il 26 settembre 2014 (archiviato dall'url originale il 9 dicembre 2019).
17. ↑   Policenauts finalmente in inglese!, su Inside The Game, 24 agosto 2009. URL consultato il 13 novembre 2014.
18. ↑   Why a game without Solid is still called Solid, su All About The Games, 1º giugno 2009. URL consultato il 26 settembre 2014 (archiviato dall'url originale il 16 marzo 2016).
19. ↑   Nicolas Di Costanzo, Hideo Kojima parla, in Super Console 100% PlayStation, n. 48, Bresso, Gruppo Editoriale Futura, maggio 1998,  pp. 47-48, OCLC 955739451.
20. ↑   Luke Plunkett, Metal Gear Ain't Metal Gear Without Yoji Shinkawa's Iconic Art, su Kotaku, 9 agosto 2012. URL consultato il 31 dicembre 2014.
21. ↑   E3 1997, su IGN. URL consultato il 26 settembre 2014.
«Metal Gear Solid for PlayStation made a big splash on Day 2 of E3, being shown in non-playable form as a video loop at Konami's booth.»
22. ↑   Metal Gear Solid, su Metacritic. URL consultato il 26 settembre 2014.
23. ↑   Metal Gear Solid (PlayStation), su VGChartz. URL consultato il 26 settembre 2014.
24. ↑  (EN) GDC 09: Insider Editorial Hideo Kojima Keynote, su IGN, 26 marzo 2009. URL consultato il 9 luglio 2018.
25. ↑   E3 2000, su IGN. URL consultato il 26 settembre 2014.
«The hottest ticket at E3 2000 was a five-minute video clip that Konami every hour on the hour on an gigantic screen outside its booth. That video showed scenes from Metal Gear Solid 2.»
26. ↑   First stealth game to feature collective Artificial Intelligence, su Guinness dei primati. URL consultato il 26 settembre 2014.
27. ↑   Metal Gear Solid 2: Sons of Liberty, su Metacritic. URL consultato il 26 settembre 2014.
28. ↑   Metal Gear Solid 2: Sons of Liberty (PlayStation 2), su VGChartz. URL consultato il 26 settembre 2014.
29. ↑   Newsweek Names the Men and Women of 2002, su PR Newswire, Newsweek, 23 dicembre 2002. URL consultato l'11 febbraio 2015 (archiviato dall'url originale il 19 dicembre 2014).
30. ↑   Zone of the Enders, su Metacritic. URL consultato il 26 settembre 2014.
31. ↑   Zone of the Enders: The 2nd Runner, su Metacritic. URL consultato il 26 settembre 2014.
32. ↑   Mimetizzazione (o camuffamento), su Metal Gear Planet. URL consultato il 26 settembre 2014.
33. ↑   Metal Gear Solid 3: Snake Eater, su Metacritic. URL consultato il 26 settembre 2014.
34. ↑   Metal Gear Solid 3: Snake Eater (PlayStation 2), su VGChartz. URL consultato il 26 settembre 2014.
35. ↑   Kojima Productions, su Giant Bomb. URL consultato il 7 dicembre 2015.
36. ↑   Metal Gear Solid: Portable Ops, su Metacritic. URL consultato il 26 settembre 2014.
37. ↑   Metal Gear Solid 4: Guns of the Patriots, su Metacritic. URL consultato il 26 settembre 2014.
38. ↑   Metal Gear Solid 4: Guns of the Patriots (PlayStation 3), su VGChartz. URL consultato il 31 marzo 2016.
39. ↑   The Top 100 Game Creators of All Time - Hideo Kojima, su IGN, 2008. URL consultato il 26 settembre 2014.
40. ↑   Andrei Dumitrescu, Hideo Kojima Enters the Guinness World Records Book, su Softpedia, 6 giugno 2008. URL consultato il 26 settembre 2014.
41. ↑   Metal Gear Solid: Peace Walker, su Metacritic. URL consultato il 26 settembre 2014.
42. ↑   Metal Gear Solid: Peace Walker (PlayStation Portable), su VGChartz. URL consultato il 10 febbraio 2015.
43. ↑   Ishaan, The Phantom Pain And Metal Gear Solid: Ground Zeroes Are Two Separate Games, su Siliconera, 27 marzo 2013. URL consultato il 26 settembre 2014.
44. ↑   Metal Gear Solid V: Ground Zeroes, su Metacritic. URL consultato il 26 settembre 2014.
45. ↑   Dario Rossi, La demo di P.T. è in realtà un teaser interattivo per presentare il nuovo Silent Hill di Hideo Kojima, su Multiplayer.it, 22 agosto 2014. URL consultato il 26 settembre 2014.
46. ↑   P.T., su Metacritic. URL consultato il 26 settembre 2014.
47. ↑   Samuele Zaboi, Hideo Kojima si aggiudica un nuovo premio, su SpazioGames, 29 ottobre 2014. URL consultato il 30 ottobre 2014 (archiviato dall'url originale il 29 ottobre 2014).
48. ↑   Giorgio Melani, Hideo Kojima abbandona Konami? Il publisher risponde ma la questione rimane aperta, su Multiplayer.it, 20 marzo 2015. URL consultato il 22 marzo 2015.
49. ↑   Dario Rossi, Konami cerca personale per lo sviluppo di un nuovo Metal Gear, su Multiplayer.it, 20 marzo 2015. URL consultato il 22 marzo 2015.
50. ↑   Dario Rossi, Kojima Productions è al capolinea, Hideo Kojima rimarrà il director della serie di Metal Gear, su Multiplayer.it, 22 marzo 2015. URL consultato il 22 marzo 2015.
51. ↑   Giorgio Melani, Altre precisazioni da Konami: Silent Hills è ufficialmente cancellato, Norman Reedus "congedato", su Multiplayer.it, 27 aprile 2015. URL consultato il 30 aprile 2015.
52. ↑   Pier Giorgio Liprino, Kojima Productions è stata sciolta, su Eurogamer, 11 luglio 2015. URL consultato il 22 settembre 2015.
53. ↑   Sal Romano, Solid Snake Japanese voice actor: 'Kojima Productions has disbanded' - Gematsu, su Gematsu, 7 luglio 2015. URL consultato il 22 settembre 2015.
54. ↑   Tommaso Pugliese, Konami ha chiuso gli studi Kojima Productions di Los Angeles?, su Multiplayer.it, novembre 2015. URL consultato il 16 dicembre 2015.
55. ↑   Giorgio Melani, Hideo Kojima sta per fondare un nuovo team con alcuni colleghi di Kojima Productions, avviati i contatti con Sony?, su Multiplayer.it, 15 dicembre 2015. URL consultato il 16 dicembre 2015.
56. ↑   Simone Tagliaferri, Konami ha confermato l'addio di Kojima, su Multiplyaer.it, 16 dicembre 2015. URL consultato il 16 dicembre 2015.
57. ↑   Simone Tagliaferri, Nasce ufficialmente Kojima Productions, il nuovo studio di Hideo Kojima, su Multiplayer.it, 16 dicembre 2015. URL consultato il 16 dicembre 2015.
58. ↑   Simone Tagliaferri, Sony ha annunciato la partnership ufficiale con Hideo Kojima per un nuovo franchise, su Multiplayer.it, 16 dicembre 2015. URL consultato il 16 dicembre 2015.
59. ↑   Simone Tagliaferri, Kojima ha spiegato su Twitter il nuovo logo di Kojima Productions, su Multiplayer.it, 16 dicembre 2015. URL consultato il 16 dicembre 2015.
60. ↑   Annunciato il nuovo gioco di Hideo Kojima: ecco Death Stranding!, su spaziogames.it, 14 giugno 2016. URL consultato il 20 aprile 2018 (archiviato dall'url originale il 21 settembre 2016).
61. ↑   Cristina Bona, DS2 è il sequel di Death Stranding: il trailer presentato da Kojima!, su Everyeye.it, 9 dicembre 2022. URL consultato il 9 dicembre 2022.
62. ↑   OD: l'esclusiva Xbox è un videogioco all'avanguardia, afferma Hideo Kojima - Aggiornata, su Everyeye Videogiochi, 9 dicembre 2023. URL consultato il 9 dicembre 2023.
63. ↑   Paolo Sirio, Metal Gear Solid: qual è il boss preferito di Hideo Kojima?, su eurogamer.it, 27 settembre 2012. URL consultato il 31 dicembre 2014.
64. ↑   Hideo Kojima Appears in Ultraman Orb Movie, su tokusatsunetwork.com, The Tokusatsu Network, 12 marzo 2017. URL consultato il 14 marzo 2017 (archiviato il 13 marzo 2017).
65. ↑   Hideo Kojima Connecting Worlds: il docufilm del papà di Metal Gear arriva su Disney+, su Everyeye Videogiochi, 8 dicembre 2023. URL consultato l'8 dicembre 2023.
66. ↑   Biennale Cinema 2020 | Le Giurie internazionali della Biennale Cinema 2020, su La Biennale di Venezia, 26 luglio 2020. URL consultato il 5 settembre 2021.
67. ↑   Kojima reveals his most influential games & impact of each title, 5 ottobre 2011. URL consultato il 26 settembre 2014.
68. ↑   Mattia Armani, Kojima rimasto estremamente colpito dal trailer di GTA V, settembre 2013. URL consultato il 26 settembre 2014.
69. ↑   Tommaso Pugliese, Hideo Kojima rivela i suoi cinque film preferiti, febbraio 2014. URL consultato il 26 settembre 2014.